# Brio
Pour les articles homonymes, voir Brio (homonymie).

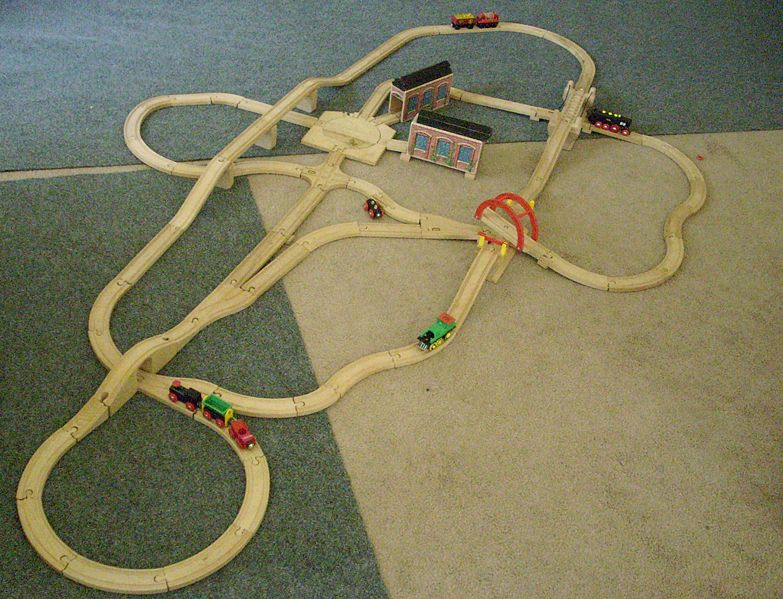
Un circuit de train Brio

Brio est une entreprise fabriquant des jouets, créée en Suède. Le fondateur est Ivar Bengtsson, fabricant de paniers, qui a commencé à fabriquer des jeux à Osby, Scanie, dans le Sud de la Suède. En 1908, les trois fils d'Ivar ont repris l'activité et fondé BRIO, qui est un acronyme de Bröderna ("frères") Ivarsson [à] Osby. Aujourd'hui les jouets sont encore en bois et fabriqués pour partie à Osby, le village où tout a commencé.
En 1984, l'entreprise a créé le BRIO Lekoseum, un musée du jouet présentant les produits de la société et ceux d'autres sociétés (comme les poupées Barbie et les trains miniatures Märklin), au siège d'Osby. Les enfants peuvent y jouer avec de nombreux jouets. Brio a été racheté en 2015 par Ravensburger.

## Produits
Deux des produits Brio les plus connus sont :
- Les trains miniatures en bois. Ils sont majoritairement en bois, certains à moteur, et peuvent être utilisés par des enfants à partir de 18 mois pour certains modèles. Les rails sont entièrement en bois (hêtre blanc d'Europe). Les wagons se connectent par aimants, et sont faciles à manipuler. Récemment, certains modèles proposés sont devenus pilotables par télécommande ou rails sophistiqués.
- BRIO a la licence Thomas et ses amis dans certaines parties de l'Europe ; cependant, la société Learning Curve détient la licence Thomas pour les États-Unis d'Amérique.
- Les kits de construction BRIO-Mech : de long et fins morceaux de bois avec des trous espacés qui se connectent ensemble avec de nombreux éléments colorés en plastique. Les jeunes enfants peuvent ainsi élaborer des constructions rapidement.

La qualité des bois utilisés et de l'assemblage font que les produits Brio sont plus chers que ses concurrents qui utilisent les mêmes types de rails.
Récemment, Brio a sous-traité une partie de sa fabrication en Chine et introduit de plus en plus d'éléments plastiques dans sa gamme.